# Konrad Wutke
Konrad Wutke (* 2. Oktober 1861 in Berlin; † 6. April 1951 in Uttenhofen bei Ziemetshausen, Landkreis Günzburg) war ein deutscher Archivar und Historiker, der speziell mit Veröffentlichungen zur Geschichte Schlesiens bekannt geworden ist. Seinen wirtschaftshistorischen Darstellungen kommt heute grundlegender Quellenwert zu. 

## Leben
Wutke legte das Abitur am Friedrich-Wilhelm-Gymnasium in Berlin ab. Er studierte Alte und Neue Sprachen, Deutsche Geschichte und Geographie an der Universität Berlin und wurde 1887 mit der Dissertation Beiträge zur Geschichte des großen Städtebundskrieges für die Jahre 1387–1388. promoviert. Ab 1889 wurde er am Königlich Preußischen Staatsarchiv Breslau zum Archivar ausgebildet, bevor er dort als Archivar arbeitete. 1895 wurde er Königlicher Archivar, 1905 Archivrat, 1915 Geheimer Archivrat und 1918 Archivdirektor. Wutke verfasste zahlreiche Arbeiten zur Geschichte Schlesiens. Er war Vorsitzender des Vereins für Geschichte Schlesiens und Schriftleiter der vom Verein herausgegebenen Schlesischen Geschichtsblätter. 
Wutke war von 1918 bis 1927 Direktor des Geheimes preußischen Hauptstaatsarchivs Breslau. 1921 gehörte er zu den Gründungsmitgliedern der Historischen Kommission für Schlesien, deren Zweiter Vorsitzender er wurde. Ferner war er Mitherausgeber des Codex diplomaticus Silesiae.
Im Jahr 1941 erhielt er die Goethe-Medaille für Kunst und Wissenschaft. 1945 floh er, hochbetagt und inzwischen fast vollständig erblindet, nach Uttenhofen in Westdeutschland.

## Werke
- Beiträge zur Geschichte des großen Städtebundskrieges für die Jahre 1387–1388. Bd. 1 (Berlin, Phil. Fak., Inaug.-Diss. v. 18. Jun. 1887).
- Die Versorgung Schlesiens mit Salz: 1772–1790: vornehmlich mit Siedsalz, künstlichem und englischem Steinsalz durch Halle, Großen Salze und die kgl. Seehandlung. J. A. Stargardt, Berlin 1894.
- Hrsg.: Merkbuch des Hans von Schweinichen. J. A. Stargardt, Berlin 1895.
- Hrsg.: Die schlesische Oderschifffahrt in vorpreussischer Zeit: Urkunden und Aktenstücke. Max, Breslau 1896 (Codex diplomaticus Silesiae; 17).
- Studien über die Entwicklung des Bergregals in Schlesien. Stargardt, Berlin 1897 (Digitalisat).
- mit Colmar Grünhagen (Hrsg.): Regesten zur schlesischen Geschichte 1316–1326. Hirt, Breslau 1898 (Codex diplomaticus Silesiae; 18).
- Hrsg.: Schlesiens Bergbau und Hüttenwesen. Urkunden und Akten (1136–1528). Morgensterns Buchhandlung Wohlfahrt, Breslau 1900 (Codex diplomaticus Silesiae; 20).
- Hrsg.: Schlesiens Bergbau und Hüttenwesen. Urkunden und Akten (1529–1749). Wohlfahrt, Breslau 1901 (Codex diplomaticus Silesiae; 21).
- Geschichte der Bergwerksgesellschaft Georg v. Giesche's Erben: Festschrift zum zweihundertjährigen Jubiläum der Gesellschaft am 22. November 1904. Bd. 1: Die allgemeine Geschichte der Gesellschaft bis zum Jahre 1851. Nischkowsky, Breslau 1904.
- Der Bergbau im Osten des Königreichs Preußen. Bd. 5: Aus der Vergangenheit des Schlesischen Berg- und Hüttenlebens. Ein Beitrag zur Preußischen Verwaltungs- und Wirtschaftsgeschichte des 18./19. Jahrhunderts. Breslau 1913 (Festschrift zum XII. Allgemeinen Deutschen Bergmannstage in Breslau 1913).
- Die schlesischen Besitzungen des Coelestinerklosters Oybin. In: Zeitschrift des Vereins für Geschichte Schlesiens. Bd. 48 (1914), S. 34–73.